# Fondazione per l'analisi e gli studi sociali

Logo Fondazione FAES

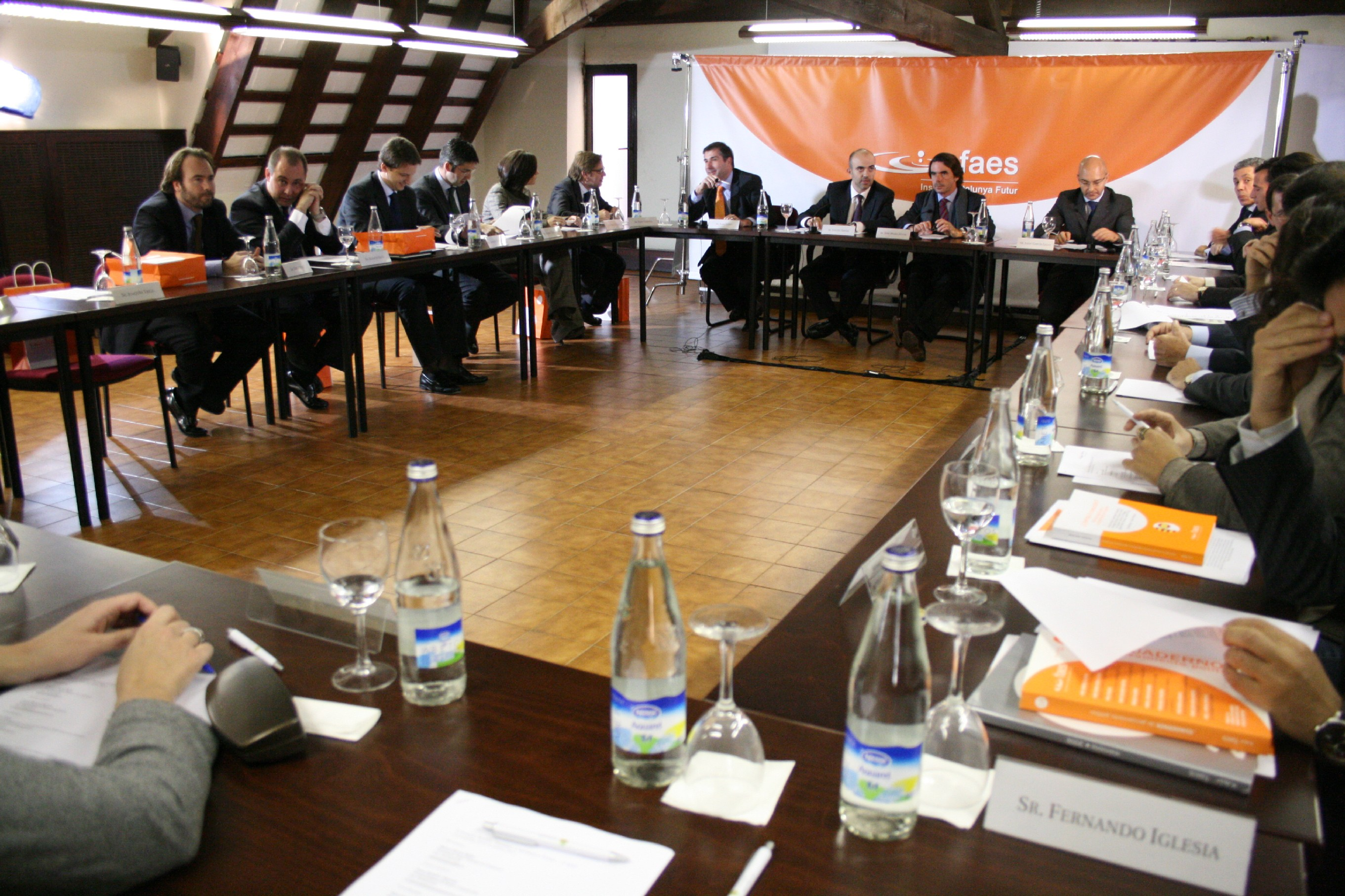
José María Aznar e Daniel Sirera ad un incontro dellInstitut Catalunya Futur, la filiale catalana della FAES, il 17 dicembre 2007

La Fondazione per l'analisi e gli studi sociali (in spagnolo: Fundación para el Análisis y los Estudios Sociales ), meglio conosciuta con il suo acronimo FAES, è una fondazione spagnola privata senza scopo di lucro che opera nel campo delle idee e delle proposte politiche legate al Partito Popolare (PP), la cui missione principale è aiutare il dibattito sulle idee, la formazione politica e sviluppare i principi ideologici che fondano il diritto politico. Informalmente è noto come "il laboratorio di idee del PP" ed è costituita come un think tank di detto partito.
Ha sede a Madrid. Il suo presidente è José María Aznar e il suo vicepresidente Manuel Pizarro. Il patrocinio comprende anche personaggi politici come gli ex ministri Josep Piqué, Ángel Acebes e Eduardo Zaplana.
Ha un budget annuale di circa 5 milioni di euro, che riceve da sussidi pubblici, donazioni e contributi privati. Nel 2013 è stato valutato come la base politica più trasparente, è l'unico che rende pubblici i suoi bilanci e la lettera di un revisore esterno.

## Origine
È stata costituita a Madrid l'11 novembre 2002. Per la sua creazione, sono state integrate cinque precedenti fondazioni legate al Partito popolare:
- Fundación Cánovas del Castillo
- Popular Iberoamericana
- Popular Iberoamericana de Análisis y Estudios Sociales (ex FAES)
- Popular Iberoamericana de Estudios Europeos
- Instituto de Formación Política

La stessa riorganizzazione delle organizzazioni collegate al PP ha colpito anche la Fondazione Umanesimo e Democrazia, che in questo modo ha continuato a gestire i compiti di cooperazione e sviluppo assegnati ad alcune delle precedenti fondazioni.

## Ideologia
La FAES si definisce un'organizzazione conservatrice e democratica cristiana liberale. Il suo obiettivo, come dichiarato sul suo sito ufficiale, è il "rafforzamento dei valori di libertà, democrazia e umanesimo occidentale, creando, promuovendo e diffondendo idee basate sulla libertà politica, intellettuale ed economica". Affermano inoltre che le idee che sviluppano mirano a offrire alternative politiche e di pensiero diverse da quelle del socialismo e che possono essere assunte dai leader politici per essere trasformate in programmi di azione politica.
Secondo i suoi critici, FAES non sarebbe altro che un'istituzione per stabilire le linee guida per l'azione e l'agenda politica del Partito Popolare.

## Organizzazione
FAES è diretta attraverso il suo consiglio di amministrazione, che definisce il piano di attività e il budget. Il Presidente della FAES dirige l'attività della Fondazione e indica gli obiettivi di ciascuna area, e il Segretario generale esegue le linee guida di entrambe e coordina le aree di lavoro, che sono le seguenti:
- Economia e Politiche pubbliche, diretta da Miguel Marín e dedicata allo studio delle attività economiche, finanza, commercio, istruzione, immigrazione, salute, ambiente e altre politiche pubbliche.
- Costituzione e Istituzioni, diretta da Ignacio Astarloa e dedicata al sistema costituzionale, alle istituzioni dello stato di diritto, alla filosofia politica e alla lotta contro il terrorismo.
- Internazionale, diretta da Cayetana Álvarez de Toledo e responsabile di attività legate alla politica internazionale, alla sicurezza e alla difesa, nonché alla promozione delle relazioni internazionali della Fondazione.
- Formazione, che è responsabile per i corsi di formazione politica.
- Pubblicazioni, diretta da Miguel Ángel Quintanilla Navarro e responsabile delle edizioni, il centro di documentazione, la Editorial Gota a Gota e il web.
- Comunicazione, diretta da Ana Cabos e responsabile della diffusione delle attività della Fondazione e del rapporto con i media.
- Gestione, che tratta i problemi operativi della Fondazione.

Inoltre, ha quattro istituti specializzati
- Instituto Cánovas del Castillo, incaricato di investigare e diffondere la storia del pensiero liberista-conservatore spagnolo.
- Istituto Manuel Fraga, responsabile dello studio della politica spagnola basato sulla Transizione e sulla conservazione della collezione bibliografica
- Instituto Popular Iberoamericano, che mira a rafforzare le relazioni politiche e culturali tra Spagna e America Latina.
- Institut Catalunya Futur, con sede a Barcellona, che tiene seminari, conferenze e pubblicazioni di particolare interesse per la Catalogna

## Finanziamento
Dal 2017, la maggior parte dei finanziamenti FAES è di natura privata attraverso donazioni sia di privati che di aziende, la cui trasparenza è garantita dal rispetto dei requisiti stabiliti dalla normativa vigente.
Nel 2013 un rapporto della "Fundación Compromiso y Transparencia" ha definito la FAES come fondamento politico più trasparente, essendo l'unico che rende pubblici i suoi bilanci, la lettera di un revisore esterno, e una relazione annuale sulla sua gestione o risultati delle sue attività.
Il Gruppo Parlamentare Socialdemocratico, allora all'opposizione, ha fatto una dichiarazione scritta al Senato degli importi e fondi ricevuti dalla FAES dal Governo spagnolo tra il 2001 e la fine del primo trimestre del 2004, data in cui il Partito Popolare ha lasciato il governo. L'importo ricevuto da giugno 2001 a ottobre 2003 ammontava a 7.607.966,67 euro debitamente accreditati per iscritto nella Gazzetta Ufficiale delle Cortes Generales (BOCG) del 24 giugno 2005.
Nel 2007, la FAES è diventata la fondazione della corte politica che ha ricevuto il maggior aiuto dal Governo della Spagna, con un totale di circa tre milioni di euro. Nel 2005 è stato calcolato che quasi il 40% del suo bilancio era di origine privata (donazioni da privati).

## Elenco dei segretari generali
- Baudilio Tomé (2002-2004).
- Javier Fernández-Lasquetty (2004-2007).
- Jaime García-Legaz (2007-2012).
- Javier Zarzalejos (2012-2016, dal 2017 come direttore).